# 加利福尼亞中心345號
加利福尼亞中心345號（345 California Center）是美國舊金山的一座摩天大樓，由SOM建築設計事務所設計。加利福尼亞中心345號高度212公尺，總共48層樓，頂部11層樓由四季酒店進駐。1986年竣工的時候是次於泛美金字塔、加利福尼亞街555號的市內第三高建築物。

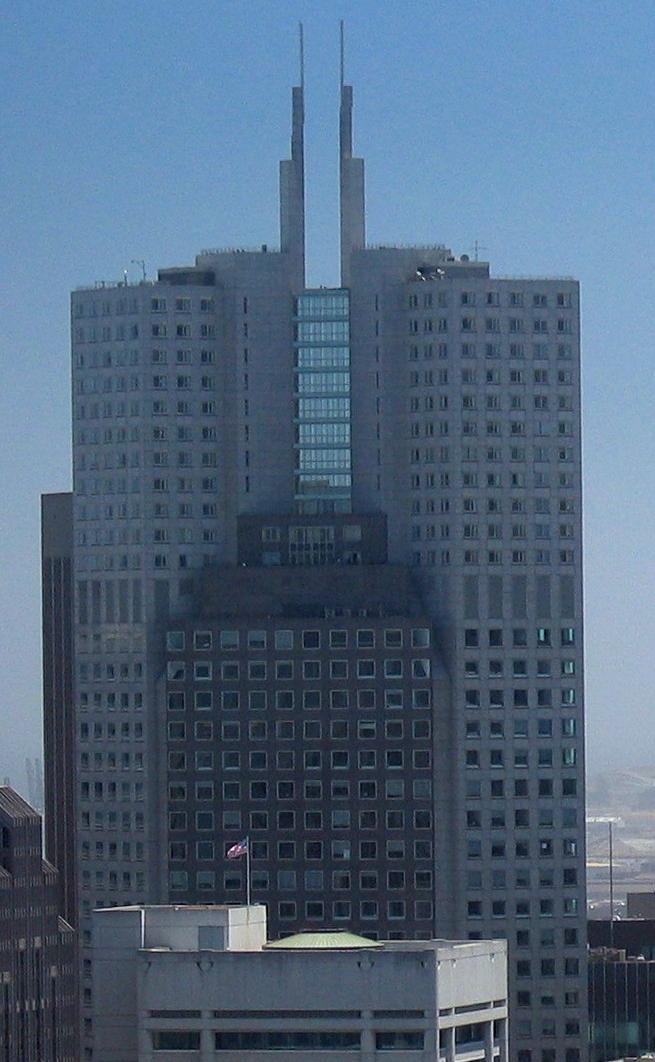
加利福尼亞中心345號

## 另見
- 美國摩天大樓列表